# Nuestra Señora de Velankanni
Nuestra Señora de Velankanni, conocida como Nuestra Señora de la Salud o "Lourdes del Oriente" es una advocación de la Virgen María, venerada en India desde el siglo XVI y visitada por millones de peregrinos cada año. 
Cuenta con el Reconocimiento Eclesiástico por su santidad Juan XXIII quien elevó el santuario a la categoría de Basílica de Nuestra Señora de Velankanni el 3 de noviembre de 1962, y que está ubicada en Vailankanni, un puerto comercial en la costa sur este de India, a 10 kilómetros al sur de Nagapattinam y 350 km. sur de Chennai, la capital de Tamil Nadu, desde donde se celebró comercio con griegos y romanos, en la bahía de Bengala. Se celebra su fiesta el 8 de septiembre. No hay registro histórico de las apariciones en Vailankanni, pero la tradición oral y los innumerables milagros allí concedidos por la Virgen de la Buena Salud dan testimonio de su veracidad.

## Historia de las Apariciones

### Primera aparición
En el siglo XVI un niño hindú llevaba leche al domicilio de un señor. Mientras descansaba bajo un árbol en el camino, la Virgen se le apareció y le pidió leche para su hijo que llevaba en brazos. El niño le dio leche. Al llegar a la casa del señor, el niño le pidió disculpas por su retraso y por la disminución de la cantidad de leche esperada. Entonces explicó lo ocurrido, pero el señor descubrió que no faltaba leche. Entonces comprendió que había ocurrido algo raro por lo que el señor, quiso corroborar la historia y pidió ser llevado al lugar del suceso. Cuando llegaron, la misma señora se les apareció de nuevo, confirmando lo dicho por el niño, por lo que el señor, avisó a los sacerdotes del lugar, por lo que la noticia de los aldeanos católicos se llenaron de gozo por la aparición de la Virgen.

### Segunda aparición
Sólo hasta años más tarde, Nuestra Señora se volvió a aparecer en la zona, aunque esta vez se apareció a un niño tullido que vendía suero de leche cerca de la plaza en las afueras de Vailankanni. La Virgen, de nuevo le pidió al niño leche para su Hijo y el niño se la dio. Nuestra Señora le dijo al niño que informara de su aparición a cierto católico rico que vivía en el pueblo cercano de Nagapattinam. Sin darse cuenta de que su pierna mala había sido milagrosamente sanada por Nuestra Señora, el niño se fue en camino.
El hombre por su parte también tuvo una visión la noche anterior: Nuestra Señora le pedía que le construyera una capilla. El hombre y el niño volvieron juntos al lugar del milagro y de nuevo la Virgen se les apareció a los dos. El hombre cumplió con lo pedido por la Virgen y construyó una capilla con techo de paja que llegó a ser un lugar de veneración a Nuestra Señora bajo el título de "Madre de la Buena Salud" ("Arokia Matha").

### Tercer evento
Años después ya en el siglo XVII, la Virgen rescató en una tormenta en el mar, a varios marineros mercantes portugueses que lograron sobrevivir a una violenta tormenta en la bahía de Bengala, y tocaron tierra en Vailankanni, después de haberse encomendado a la Virgen María bajo la advocación de “Estrella del Mar”, mismos que cuando llegaron a la costa de Vailankanni, se dieron cuenta de que la fecha era 8 de septiembre, día de la Natividad de María, así que los llevaron a una de las dos capillas existentes de las apariciones anteriores.
En agradecimiento construyeron una capilla más grande y permanente que mejoraron en retornos posteriores. Ellos dedicaron la capilla a Nuestra Señora el 8 de septiembre, fiesta del nacimiento de la Virgen. En esos años la persecución holandesa contra los católicos estaba en apogeo, pero los fieles católicos también llegando de otras regiones de India y Macao, buscando refugio.
Evento durante del tsunami del 2004
La zona de Velankanni fue entre las más afectadas por el maremoto de Sumatra-Andamán, Indonesia, del 26 de diciembre de 2004. Cuando el mar entró en la ciudad, había en el santuario 2,000 peregrinos pastores de lugar, participando en la santa misa. Milagrosamente las aguas no entraron en la basílica, mientras que otros edificios que están en el mismo nivel sobre el mar, aun los que están más distantes de la costa quedaron destruidos. Según el reporte de la BBC, el santuario fue el único edificio de la ciudad que escapó a la devastación. Por los tsunamis hubo más de 230.000 muertos.
La basílica de la Virgen se convirtió en un arca donde se salvaron los que estaban en ella. Los directores de la basílica no dudaron en reconocer el milagro. La basílica inmediatamente se convirtió en un centro de ayuda, tanto espiritual como material para los damnificados. 

## La basílica
Vailankanni es hoy el hogar de uno de los centros católicos de peregrinaje más grandes de toda India, donde millones acuden buscando el consuelo de la Madre de Dios, donde testimonios de numerosos frutos espirituales son evidentes, incluso en peregrinos nos cristianos, la acción del Espíritu Santo es manifiesta, en curación de enfermedades, encuentro de la paz y esperanza, quien sin duda actúa respondiendo a la intercesión de María. El cardenal Fernández afirma que el papa Francisco tiene gran aprecio por la advocación y extiende su bendición paternal a todos los peregrinos:
“Al Santo Padre le importa mucho la piedad popular de los fieles peregrinos, porque refleja la belleza de la Iglesia en salida que busca a Jesús en los brazos de María y confía su dolor y su esperanza al corazón de Su Madre".
Juan Pablo II, quiso que se celebrara allí la Jornada Mundial del Enfermo. Así, la misma Virgen María que se manifestó en Lourdes se manifestó también en la India como "Madre de la Salud”, aunque “no solo es salud corporal la que alivia, sino la salud espiritual, la que toca el alma”.